# Iso Viiksjärvi
Iso Viiksjärvi är en sjö i Pajala kommun i Norrbotten och ingår i Torneälvens huvudavrinningsområde. Sjön har en area på 0,201 kvadratkilometer och ligger 210 meter över havet.

## Delavrinningsområde
Iso Viiksjärvi ingår i det delavrinningsområde (749963-178705) som SMHI kallar för Vid mätstation Junosuando. Medelhöjden är 217 meter över havet och ytan är 6,79 kvadratkilometer. Räknas de 511 avrinningsområdena uppströms in blir den ackumulerade arean 10 063,28 kvadratkilometer. Avrinningsområdets utflöde Torneälven (Kamajåkka) mynnar i havet. Avrinningsområdet består mestadels av skog (45 procent) och sankmarker (36 procent). Avrinningsområdet har 0,65 kvadratkilometer vattenytor vilket ger det en sjöprocent på 9,6 procent. Bebyggelsen i området täcker en yta av 0,26 kvadratkilometer eller 4 procent av avrinningsområdet.